# Canis lupus baileyi
Il lupo messicano (Canis lupus baileyi) è la sottospecie più rara e più geneticamente distinta di lupo grigio in Nordamerica. È anche una delle sottospecie più piccole, raggiungendo una lunghezza massima non superiore ai 135 cm e un'altezza massima di circa 80 cm. Il peso varia dai 27 ai 45 kg.

## Storia

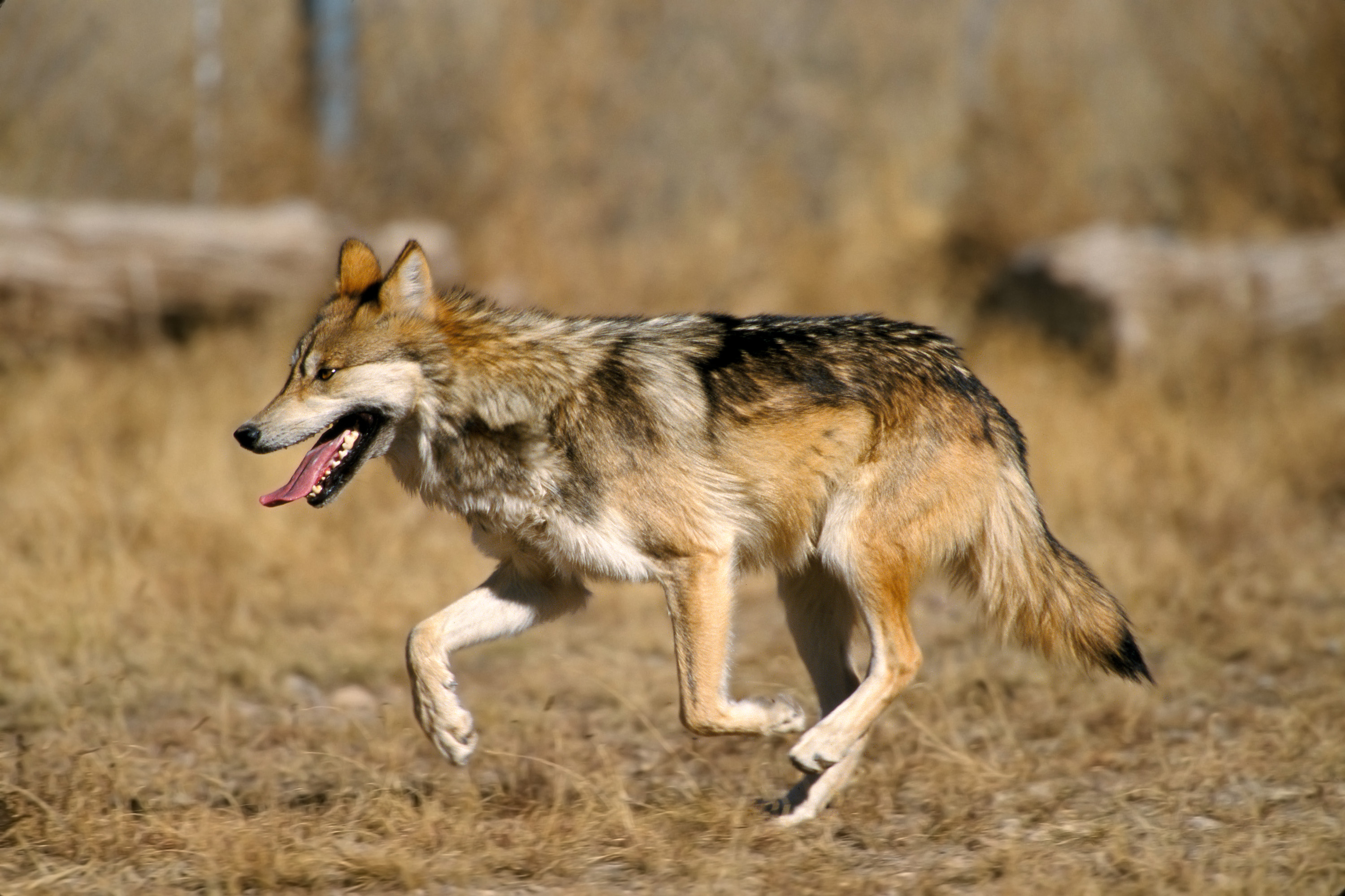

Fino a tempi recenti, il lupo messicano era diffuso nei deserti di Sonora e di Chihuahua dal Messico centrale fino al Texas occidentale, al Nuovo Messico meridionale e all'Arizona centrale. Recenti compiuti da esperti di genetica hanno mostrato che l'areale dei lupi messicani si spingeva più a nord, fino al Colorado. 
Dagli inizi del XX secolo, la riduzione delle prede naturali come i cervi e i wapiti portò molti lupi ad attaccare il bestiame domestico, provocando gli sforzi intensivi delle agenzie governative e individuali per sradicare il lupo messicano. Anche i cacciatori perseguitarono il lupo, poiché uccideva i cervi. Anche i trapper, governativi e privati, hanno dato una mano nella sradicazione del lupo messicano. Questi sforzi ebbero molto successo e dagli anni cinquanta il lupo messicano in natura è stato eliminato. Nel 1976 il lupo messicano venne dichiarato una specie minacciata e da allora lo è sempre rimasto. Oggi sopravvivono in natura solamente 186 lupi messicani o pochi di più.

## Vita sociale

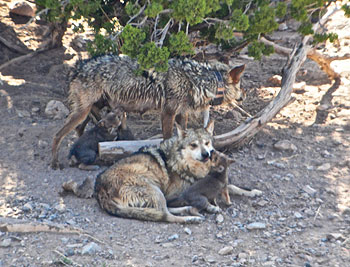

Il lupo grigio messicano vive in branchi ristretti generalmente composti da 5 o 6 individui. I membri di questo gruppo generalmente sono la coppia procreatrice e la prole fino al compimento del primo anno d'età. Di solito una coppia di adulti si accompagna per tutta la vita. Raramente 2 branchi si incontrano; i lupi grigi ricorrono infatti a meccanismi di segnatura del territorio legati all'ululato o a processi olfattivi.

## Reintroduzione nel Sudovest
Nel marzo 1998 l'U.S. Secretary of U.S. Fish and Wildlife Service iniziò la reintroduzione dei lupi messicani nell'area di Blue Range, in Arizona. L'obiettivo principale di questo programma era di reintrodurre a partire dal 2005, 100 lupi messicani nelle Foreste Nazionali di Apache-Sitgreaves e di Gila, in Arizona e in Nuovo Messico.
Il 30 marzo 1998 i biologi del governo liberarono 11 lupi grigi - 3 maschi adulti, 3 femmine adulte e 3 lupacchiotte e 2 lupacchiotti di un anno di vita - all'interno dei recinti di acclimazione dell'area di 18.000 km² designata federalmente Blue Range Wolf Recovery Area, nell'Arizona centrorientale.